# Priero
Priero är en ort och kommun i provinsen Cuneo i regionen Piemonte i Italien. Kommunen hade 523 invånare (2018).